# NGC 385
NGC 385 (również PGC 3984 lub UGC 687) – galaktyka eliptyczna (E-S0), znajdująca się w gwiazdozbiorze Ryb. Odkrył ją 4 listopada 1850 roku Bindon Stoney – asystent Williama Parsonsa. Należy do grupy galaktyk skatalogowanej jako Arp 331 w Atlasie Osobliwych Galaktyk Haltona Arpa.